# 石田博一
石田 博一（いしだ ひろかず、1959年1月22日 - ）は日本の実業家。三機工業株式会社の代表取締役社長である。
北海道出身。室蘭工業大学大学院を修了後、三機工業株式会社に入社。多くの役職を歴任し、同取締役専務執行役員経営企画室長に就任。その後、同代表取締役社長に就任した。

## 経歴
- 1983年4月　三機工業株式会社入社
- 2012年4月　同執行役員営業統括本部副本部長
- 2013年4月　同執行役員北海道支店長
- 2016年4月　同常務執行役員建築設備事業本部営業統括本部長
- 2017年6月　同取締役常務執行役員建築設備事業本部営業統括本部長
- 2018年4月　同取締役専務執行役員経営企画室長
- 2020年4月　同代表取締役社長